# دویچکرویتس
دویچکرویتس (به آلمانی: Deutschkreutz) یک شهر بازاری و شهرستان اتریش در اتریش است که در Oberpullendorf District واقع شده‌است.

## خصوصیات
دویچکرویتس ۳۴٫۱ کیلومترمربع مساحت دارد.

## خواهرخوانده
شهر وتر (هسن) خواهرخواندهٔ دویچکرویتس هست.